# Lee Dong-Wan
Lee Dong-Wan es un deportista surcoreano que compitió en taekwondo. Ganó dos medallas de oro en el Campeonato Mundial de Taekwondo, en los años 1995 y 1997, y una medalla de oro en el Campeonato Asiático de Taekwondo de 1996.

## Palmarés internacional
| Campeonato Mundial  | Campeonato Mundial    | Campeonato Mundial | Campeonato Mundial |
| Año                 | Lugar                 | Medalla            | Categoría          |
| ------------------- | --------------------- | ------------------ | ------------------ |
| 1995                | Manila (Filipinas)    | Medalla de oro     | –83 kg             |
| 1997                | Hong Kong (China)     | Medalla de oro     | –83 kg             |
| Campeonato Asiático |                       |                    |                    |
| Año                 | Lugar                 | Medalla            | Categoría          |
| 1996                | Melbourne (Australia) | Medalla de oro     | –83 kg             |